# Le Regard aux aguets
 (février 2017).
Si vous disposez d'ouvrages ou d'articles de référence ou si vous connaissez des sites web de qualité traitant du thème abordé ici, merci de compléter l'article en donnant les références utiles à sa vérifiabilité et en les liant à la section « Notes et références ».
Le Regard aux aguets (Watch and Ward) est le premier roman de Henry James, initialement publié en feuilleton dans The Atlantic Monthly en 1871 puis en livre en 1878
Bien qu'il l'ait désavoué par la suite, Le Regard aux aguets est la première tentative romanesque d'Henry James. Encore débutant, l'auteur y fait montre d'une prévisible immaturité. 

## Résumé
C'est le récit étrange, parfois mélodramatique, d'un homme, Roger Lawrence, qui adopte et élève une jeune orpheline de douze ans, Nora Lambert, dans le but d'en faire son épouse. Mais surgissent des complications, parfois surprenantes. 

## Particularités du roman
Dans sa New York Edition, James préféra à cette œuvre Roderick Hudson (1875) pour figurer comme son premier véritable roman.